# Elzenkokermot
De elzenkokermot (Coleophora alnifoliae) is een vlinder uit de familie kokermotten (Coleophoridae). De wetenschappelijke naam is voor het eerst geldig gepubliceerd in 1934 door Barasch.
De soort komt voor in Europa.